# Superodontella arvensis
Superodontella arvensis is een springstaartensoort uit de familie van de Odontellidae. De wetenschappelijke naam van de soort is voor het eerst geldig gepubliceerd in 1961 door Paclt.